# Barrio Simón Bolívar (Montevideo)
Bolívar es un barrio en la ciudad de Montevideo, Uruguay. Delimita con los barrios Brazo Oriental, Cerrito de la Victoria, Pérez Castellanos, Villa Española, Unión, Larrañaga y Jacinto Vera.
Dentro de su amplio territorio, sus principales construcciones son el Nuevocentro Shopping (en el límite contra el barrio Jacinto Vera) y el Antel Arena (próximo a Villa Española). Tradicionalmente se lo vinculaba con el Mercado Modelo, el principal establecimiento mayorista de hortofrutícolas del país, y coloquialmente se lo llamaba al barrio como Mercado Modelo. El mercado fue trasladado en 2021.
Su característica general son las construcciones bajas y residenciales.

## Características
Compartiendo fronteras con Brazo Oriental  al noroeste, Cerrito hacia el norte, Pérez Castellanos al sur. 
Es un barrio caracterizado por contar con algunas edificaciones modernas (edificios de construcción actual), pero fundamentalmente viviendas de construcción baja, rodeado de comercios, permite el amplio acceso a panaderías, farmacias, almacenes y supermercados, restoranes, La Pasiva, etc. Además por tratarse de un barrio rodeado de avenidas se destaca la gran cantidad de paradas de ómnibus.   

## Historia
Fue fundado, al igual que otros barrios de la capital, por el empresario Francisco Piria, posteriormente recibió la denominación de Simón Bolívar.[cita requerida]

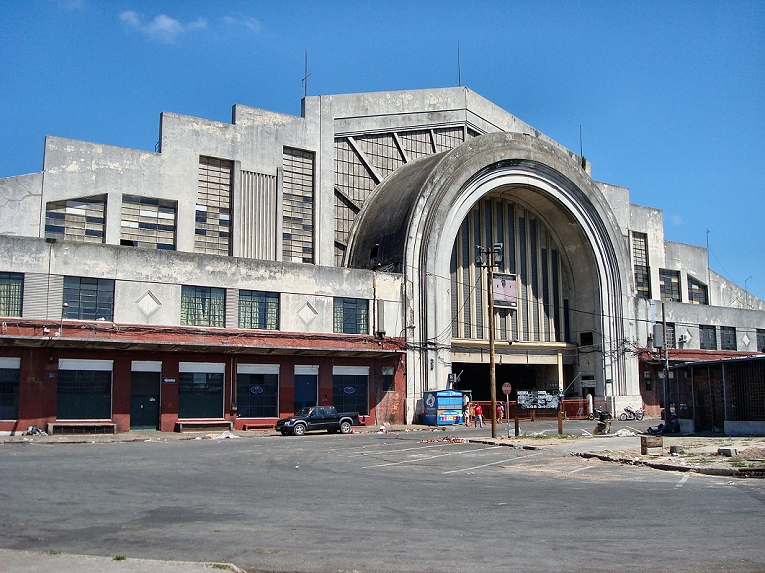
Mercado Modelo, año 2010.

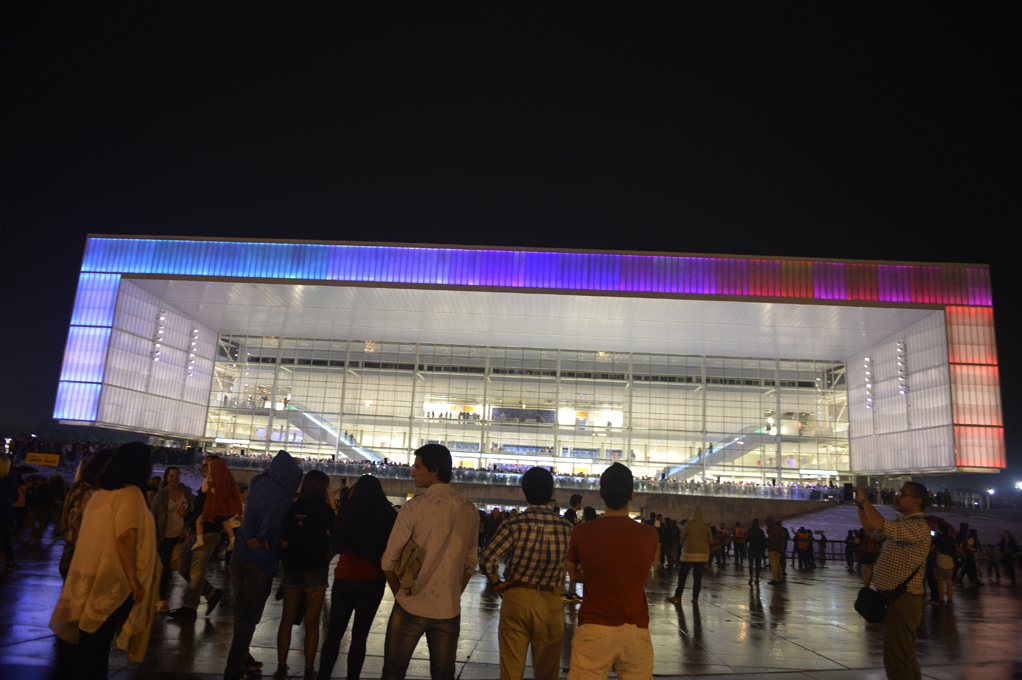
Explanada del Antel Arena en 2018.

En 1937 fue inaugurado el Mercado Modelo, el principal mercado mayorista de hortofrutícolas del país, el barrio Bolivar es conocido  coloquialmente como Mercado Modelo. La presencia de dicho establecimiento fomentó la construcción de otras instalaciones e industrias, como los Frigoríficos Modelo, Centenario y Montevideo, además de otros establecimientos comerciales. En los años cuarenta se construyó el actual Hospital Filtro el cual en sus inicios funcionó como un centro de cuarentena.

En los años setenta durante la dictadura, en los alrededores de la antigua Quinta de Caviglia comienza a construirse el Edificio Libertad con el fin de albergar al Ministerio de Defensa. En 1985 al culminarse las obras, el presidente Julio María Sanguinetti decide instalar las oficinas del Poder Ejecutivo y de la Presidencia de la República, convirtiéndose el barrio Bolívar en testigo de las numerosas visitas de Estado en las épocas que funcionó como sede del gobierno. En el año 2006 las oficinas del gobierno fueron trasladadas hacia la Torre Ejecutiva, convirtiéndose el Edificio Libertad en un hospital de traumatología.

En noviembre de 2013 fue inaugurado el Shopping NuevoCentro, ubicado sobre las avenida Luis Alberto de Herrera y Bulevar Artigas, predio que fuera históricamente ocupado por la antigua Planta Añón de la Compañía Cutcsa, la cual se trasladó a la intersección de Bulevar Batlle y Ordóñez y la Avenida Varela, posteriormente se inauguraron las modernos centros hospitalarios como el Instituto de Ortopedia y Traumatología y el Sanatorio del Banco de Seguros, sumandose a las ya existentes infraestructuras hospitalarias como el Hospital Policial y el Hospital Filtro.  En 2020, fue inaugurado el edificio de la Jefatura de Policía de Montevideo. En dicho barrios, se encuentra además la sede de la Guardia Republicana y la Plaza del Ejército.

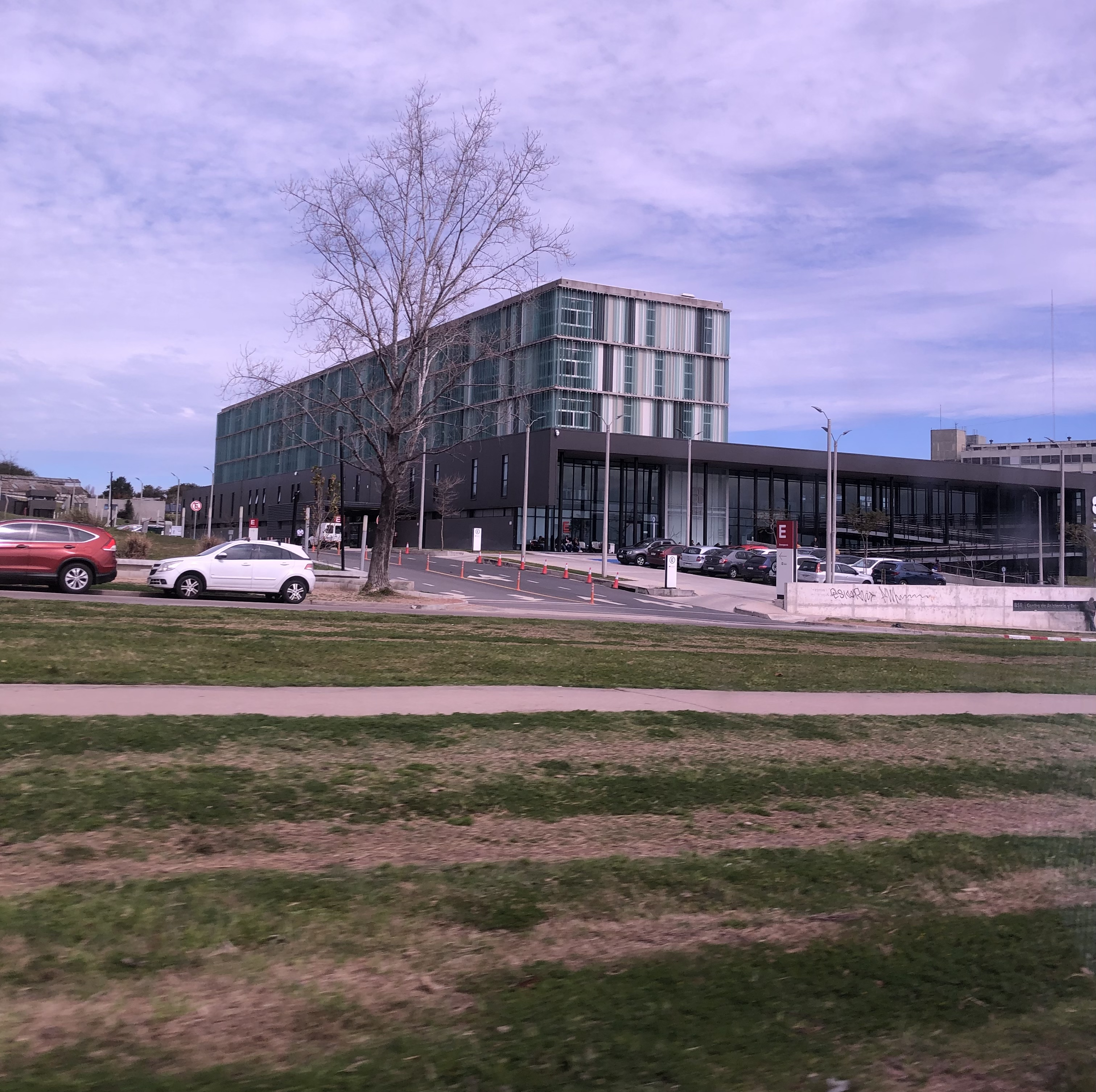
Sanatorio del Banco de Seguros del Estado

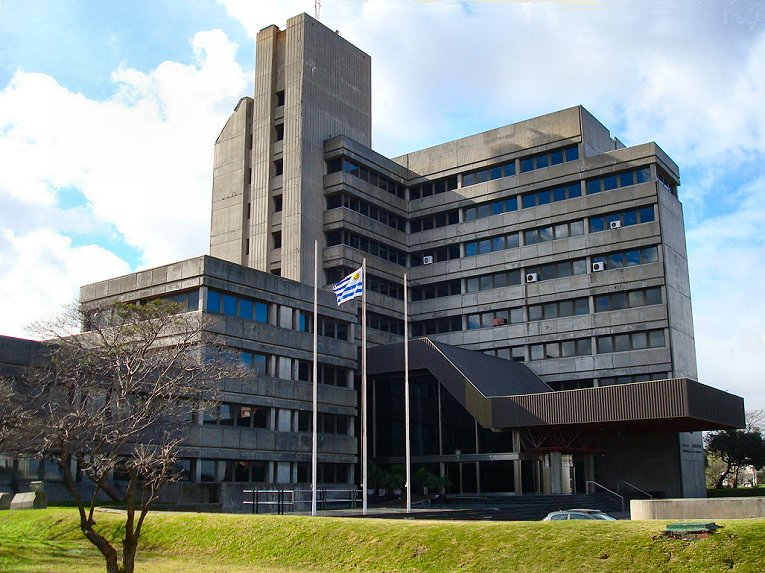
Edificio Libertad / Instituto Nacional de Ortopedia y Traumatología.

Desde los años noventa el barrio se encuentra en la jurisdicción del Municipio C y del Centro Comunal Zonal  N.º 3, y de la sección policial  N.º 13º de Montevideo. Es por esos años en que el barrio fue testigo de los recordados sucesos del filtro, que llevaron un duro enfrentamiento entre civiles y efectivos de la policía en los alrededores del hospital homónimo. 

## Lugares de interés
Entre los edificios más destacados se encuentran el Edificio Libertad, antigua Casa de Gobierno y actual sede de la Administración de los Servicios de Salud del Estado, el edificio de la Jefatura de Policía de Montevideo, el Shopping Nuevocentro y la Planta Añon de Cutcsa. En materia hospitalaria se ubican en su entorno el Hospital Filtro, el Hospital Policial, el Sanatorio del Banco de Seguros y el Instituto de Ortopedia y Traumatología. Se ubica además el Parque de las Esculturas que se encuentra en un predio que antiguamente ocupaba la Quinta de los Caviglia, de la que aún sobrevive un importante grupo de ombúes junto a un pequeño parque de flora indígena. El parque cuenta con importantes esculturas de grandes artistas uruguayos. Es así que conviven en armonía con la naturaleza obras de Manuel Pailós, Gonzalo Fonseca, Pablo Atchugarry, Francisco Matto, Octavio Podestá, Ricardo Pascale y otros escultores de fama internacional.